# Razer
Razer Inc., eller Razer USA Ltd, stilserat som RΛZΞR, är ett amerikanskt datortillbehörsföretag, grundat 1998. Företaget har specialiserat sig på datormus och tangentbord, med namn som Boomslang, Diamondback, Copperhead, Krait, Deathadder, Lancehead, Basilisk och Lachesis. Naga är deras mest sålda datormus [källa behövs] med 12 knappar på sidan som ger mycket större snabbhet i onlinerollspel såsom World of Warcraft där det finns en stor mängd förmågor som kan aktiveras.
Runt millennieskiftet stannade försäljningen upp följt av en återfödelse med nya produkter under 2004-2009. Razer som märke marknadsförs numera under Razer USA Ltd.

## Historia
Razer grundades 1998 av ett antal ingenjörer, bland andra Min-Liang Tan och Robert Krakoff, samt marknadsförare som vars mål var att skapa en högprestandamus kallad Boomslang. Det påstods att den var den första 1000 dpi-musen (konkurrenterna hade 200 eller 400 dpi) och den skulle ge spelare bättre precision och därför bättre high-scores.
En av Razers innovationer är att sponsra spelare, vilket ledde till att ett pro-gaming-fenomen spreds. Johnathan ”Fatal1ty” Wendel var bland de första att bli sponsrade.
Razer fick problem runt 2000 under IT-bubblan trots att det inte var helt och hållet ett IT-företag. Produktframställningen upphörde. Trots att Razer hade kraftfulla mekaniska datormöss med 1400 och 2100 dpi, så förlorade de marknadsandelar när andra producenter och användare började föredra optiska möss.

### Återkomsten
Under 2004, när den högsta tillgängliga upplösningen var på 800 dpi, gjorde Razer come-back med en optisk mus på 1000 dpi kallad Viper ("huggormen"). Den följdes snart av en 1600 dpi optisk mus vid namn Diamondback (en sorts skallerorm), vilket ledde till att alla kommande möss döptes efter farliga ormar och djur. Diamondback blev kritikerrosad och fick GameSpot Hardware Accessory of the Year award 2004. Diamondback fick en uppgradering genom Diamondback Plasma Limited Edition som hade känsligare knappar och ett inre blått ljus.

## Möss
Copperhead (mockasin) är en 2000 dpi lasermus, släppt i augusti 2005. Copperhead lade flera riktlinjer för framtidens lasermöss genom att vara den första sladdbundna lasermusen med 2000 dpi. Logitech hade tidigare släppt en trådlös lasermus med 200 dpi.
Krait är en 1600 dpi optisk mus, släppt för att konkurrera med Logitechs lågprismöss, till exempel G1. Krait var i stort sett en kopia av Diamondback fast med 3 knappar istället för 7 och med ett markant lägre pris.
Microsoft Habu kom till genom ett samarbete med Microsoft i oktober 2006.
I början av 2007 släpptes Deathadder med den nya 1800 dpi 3G optiska sensorn.
Under Dreamhack Summer 2007 visade Razer upp Boomslang Collectors. Medan formen var den samma som originalet hade den uppdaterats med 1800 dpi, 32 kB inbyggt minne, titanfinish och ett grönt sken.
I augusti 2007 släpptes den första musen med en 3G-lasersensor, Lachesis. 3G-lasern gav Lachesis en precision på 4000 dpi.
Den unika Naga släpptes under Dreamhack Summer 2009, specialutformad för onlinerollspel som till exempel World of Warcraft, då Naga hade otroliga 12 extra knappar på sidorna och en mycket lägre tyngdpunkt än FPS-inriktade möss.
I slutet av 2009 släppte Razer en mus kallad Razer Imperator; en mus anpassad för datorspel med 5600 dpi precision och justerbara tumknappar. 
Razer har även gjort en trådlös mus kallad Razer Mamba.

## Chroma
Razer Chroma är en serie produkter av Razer som kan lysa upp i 16.8 miljoner färger.

### Effekter[1]
Notera att inte alla effekter finns på alla Chroma-enheter.
- Spectrum Cycling - kretsar igenom alla 16.8 miljoner färger.
- Breathing - en vald färg pulserar med en intervall på 7 sekunder.
- Static - en vald färg lyser konstant.
- Reactive - en viss del av produkten börjar lysa när t.ex. en tangent trycks ner.
- Wave - Skapar en våg av alla 16.8 miljoner färger.
- Ripple - porlande ljus skapas runt t.ex. en tangent som trycks ner.

### Enheter med Chroma[1]
- Blade Stealth
- BlackWidow Chroma & BlackWidow TE Chroma
- DeathStalker Chroma
- Mamba & Mamba Elite & Mamba TE
- Diamondback
- DeathAdder Chroma
- Razer Deathadder Elite
- Naga Chroma & Naga Epic Chroma
- Orochi
- Kraken 7.1 Chroma
- Orbweaver Chroma
- Tartarus Chroma
- Firefly
- Ornata Chroma
- Lancehead & Lancehead TE